# St Michael Wood Street

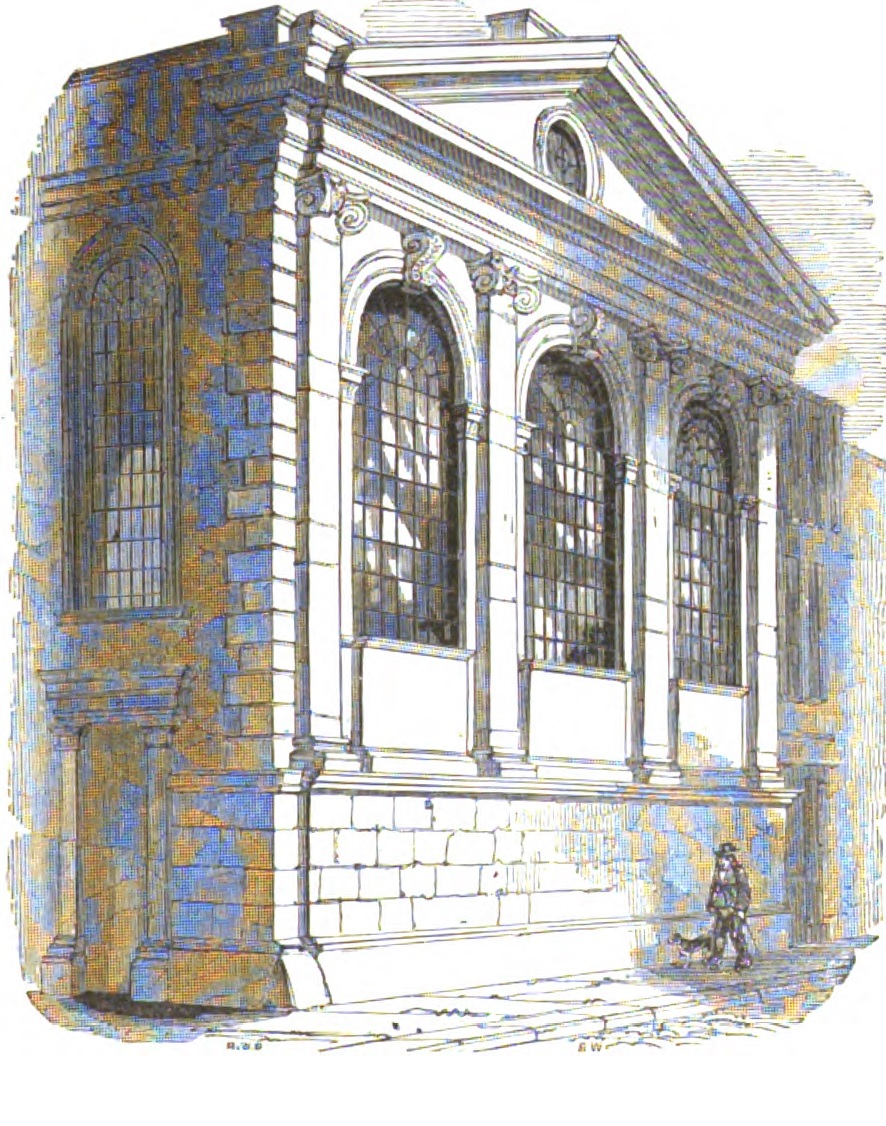
St Michael Wood Street (1839)

St Michael Wood Street war eine der 50 Wren-Kirchen im Londoner Innenstadtbezirk City of London. Die 1673 errichtete Kirche wurde 1878 abgebrochen.
Die dem Erzengel Michael gewidmete  Pfarrkirche wurde beim Großen Brand von London 1666 zerstört und anschließend von 1673 durch Christopher Wren als Saalkirche mit Voutendecke mit vorgesetztem Turmbau und einer klassisch gegliederten straßenseitigen Chorfassade wiederaufgebaut. Infolge eines 1860 verabschiedeten Gesetzes zur Reduktion der Zahl der Londoner Pfarrkirchen (Union of the Benefices Act) wurde 1878 der Kirchenbau Wrens abgebrochen und die Pfarrei mit der benachbarten von St Alban Wood Street zusammengelegt.